# Amiens Métropole Volley-Ball
Maillots
L'Amiens Métropole Volley-Ball (AMVB) est un club de volley-ball basé à Amiens dont l'équipe première masculine évolue en Championnat de France d'Élite (3e échelon national).

## Historique
Fondé en 1967, le club porta, au fil du temps, différents noms : ASC, AVB80. Depuis 2000, la dénomination officielle est Amiens Métropole Volley-Ball (AMVB).

### Logo

Logo utilisé jusqu'en 2014
Logo utilisé jusqu'en 2020

## Palmarès
- Championnat de France N2
  - Champion : 2013
- Coupe de France Amateur
  - Finaliste : 2018,2019, 2024

## Bilan saison par saison
- 2012-2013 : Champion de France de Nationale 2 (promu en division supérieure) ;
- 2013-2014 : 14e du Championnat de France de Division Élite Masculine (relégué en division inférieure).

## Effectifs

### Effectif de la saison 2024-2025 (Division Élite Masculine)
| No                         | Nom                        | Date de naissance          | Taille                       | Poids                        | Poste                        |
| -------------------------- | -------------------------- | -------------------------- | ---------------------------- | ---------------------------- | ---------------------------- |
| 1                          | Farouk Tizit               |                            | 200                          |                              | Réceptionneur-attaquant      |
| 3                          | Ouali Kamal                |                            | 204                          |                              | Central                      |
| 5                          | Aymeric Philippe           |                            | 180                          |                              | Passeur                      |
| 6                          | Matchello Gabali           |                            | 190                          |                              | Réceptionneur-attaquant      |
| 7                          | Wyllan Annicette           |                            | 190                          |                              | Attaquant                    |
| 8                          | Mehdi Hachemi              |                            | 208                          |                              | Attaquant                    |
| 9                          | Damien Barry               |                            | 193                          |                              | Réceptionneur-attaquant      |
| 16                         | Mihail Corabieru           |                            | 175                          |                              | Libero                       |
| 17                         | Reche Mizingou             |                            | 190                          |                              | Passeur                      |
| 19                         | Simon Villaume             |                            | 198                          |                              | Central                      |
| 20                         | Exocé Ilouoni Ngampourou   |                            | 204                          |                              | Central                      |
|                            |                            |                            |                              |                              |                              |
| Encadrement technique      | Encadrement technique      |                            | Légende                      | Légende                      | Légende                      |
| Entraîneur : Ali Nouaour   | Entraîneur : Ali Nouaour   | Entraîneur : Ali Nouaour   | : Capitaine                  | : Capitaine                  | : Capitaine                  |
| Entraîneur(s) adjoint(s) : | Entraîneur(s) adjoint(s) : | Entraîneur(s) adjoint(s) : | : Joueur blessé actuellement | : Joueur blessé actuellement | : Joueur blessé actuellement |

## Joueurs majeurs

### Actuels
- Mehdi Hachemi
- Barry Damien

### Anciens
- Ivan Gomes de Medeiros : élu meilleur réceptionneur-attaquant de Nationale 2 à l'issue de la saison 2012-2013[1]
- Borislav Zahov : élu meilleur central de Nationale 2 à l'issue de la saison 2012-2013[1]
- Jean-Patrice Ndaki Mboulet
- Pavel Mocanu
- Martial Gore
- José Ilidio Ninão
- Didier Sali Hilé
- Isbel Mesa Sandoval